# Holidays Czech Airlines
HOLIDAYS Czech Airlines, a.s. (HCA) byla česká charterová dovolenková letecká společnost se sídlem na ruzyňském mezinárodním letišti v Praze založena 1. července 2010.[zdroj?] Jediným vlastníkem společnosti byl Český Aeroholding. Společnost provozovala zejména charterové lety na linkách z České republiky do Černé Hory, Španělska, Řecka, Tuniska, Nizozemska, Německa, Švédska, Portugalska, Egypta či Turecka například pro cestovní kanceláře Kovotour plus, Blue Style a od letní sezóny 2012 i Exim tours. V sezóně 2011/2012 byla společnost oficiálním dopravcem slovenského hokejového týmu HC Lev Poprad, který hrál KHL.
Letadla s piloty a palubními průvodčími byla rovněž pronajímána jiným společnostem, například Iceland Express.
První let se konal 1. srpna 2010. Svou činnost ukončila společnost 30. června 2014.

## Charterové destinace v roce 2011
Bulharsko - Burgas
Kypr - Larnaca
Řecko
- Korfu
- Heraklion
- Kavala
- Kefalonia
- Kos
- Preveza
- Rhodos
- Thessaloniki
- Zakynthos

Irsko
- Cork
- Dublin

Německo
- Frankfurt nad Mohanem
- Hamburk
- Mnichov

Nizozemsko
- Amsterdam

Portugalsko
- Lisabon

Španělsko
- Palma de Mallorca
- Reus

Švédsko
- Stockholm

Turecko
- Antalya

## Utlumení činnosti
Rozhodnutím tehdejšího ministra financí Miroslava Kalouska z 5. prosince 2012 docházelo k utlumení činnosti na trhu charterové dopravy této nejprve dceřiné společnosti ČSA, poté sesterské společnosti v rámci Českého Aeroholdingu, kvůli soudním sporům vedených konkurenční společností Travel Service (v roce 2018 přejmenována na Smartwings). Ta si poté pronajala část letadel HCA a přebrala i zakázky Holidays Czech Airlines pro cestovní kanceláře.

## Flotila
Ve flotile HCA se za dobu působení celkově vystřídalo 10 letadel, kromě níže uvedených 8 letadel se jednalo ještě o 2 letadla - OK-MEH a OK-LEG, která byla v roce 2012 přeřazena od ČSA. Od roku 2015 létají rovněž pro PIA. :

## Fotogalerie
Pro zobrazení typu letounu přejeďte po obrázku myší

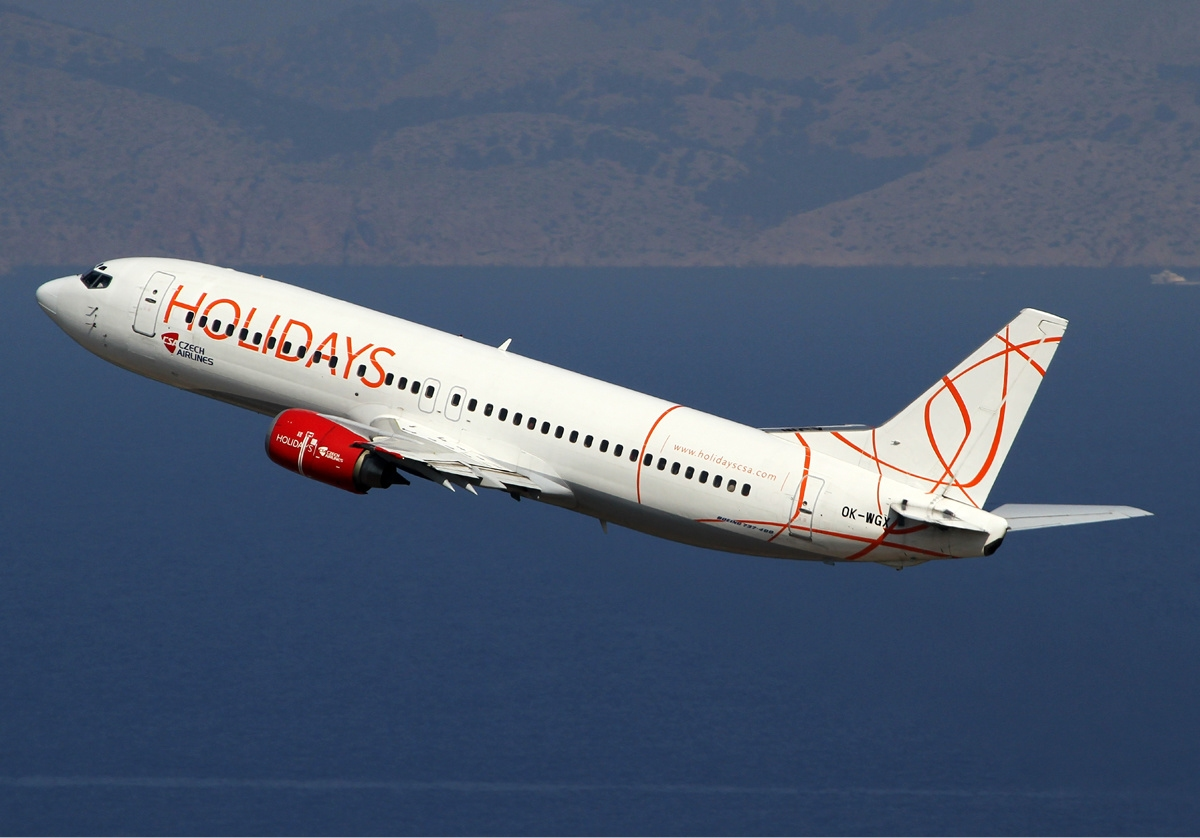
Boeing 737-436
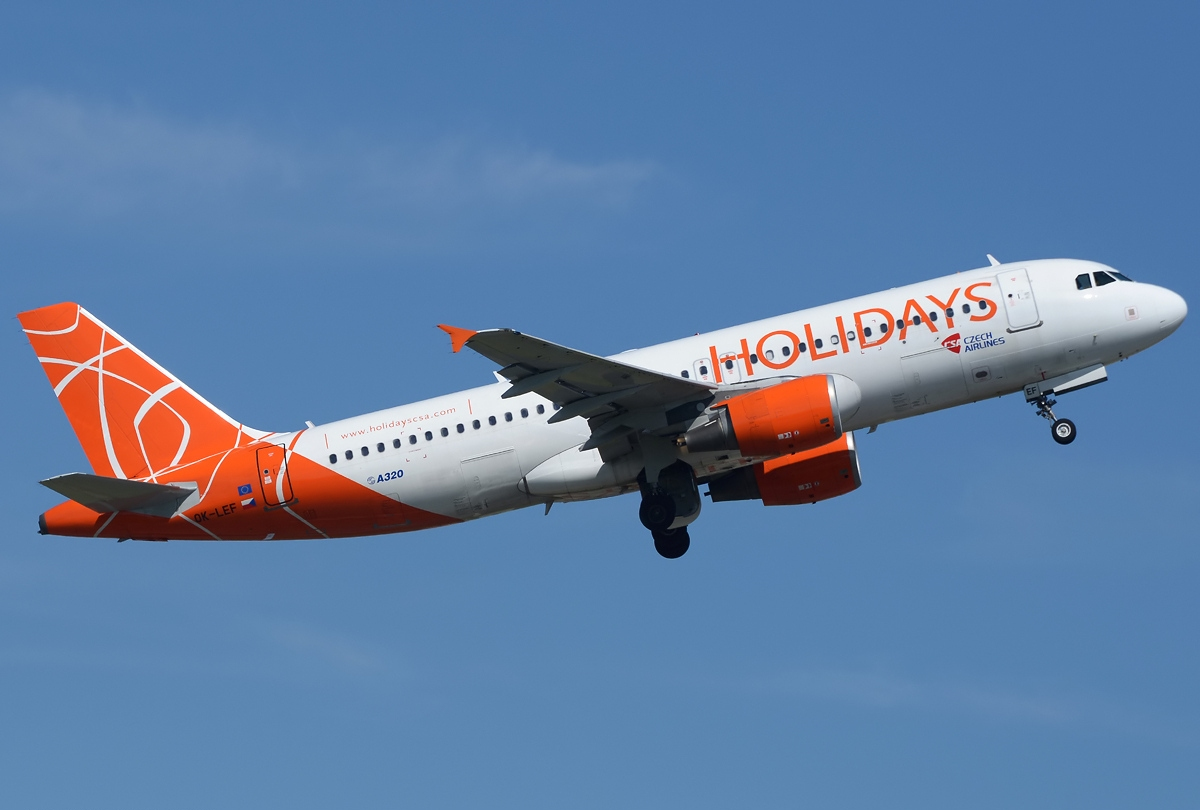
Airbus A320-214
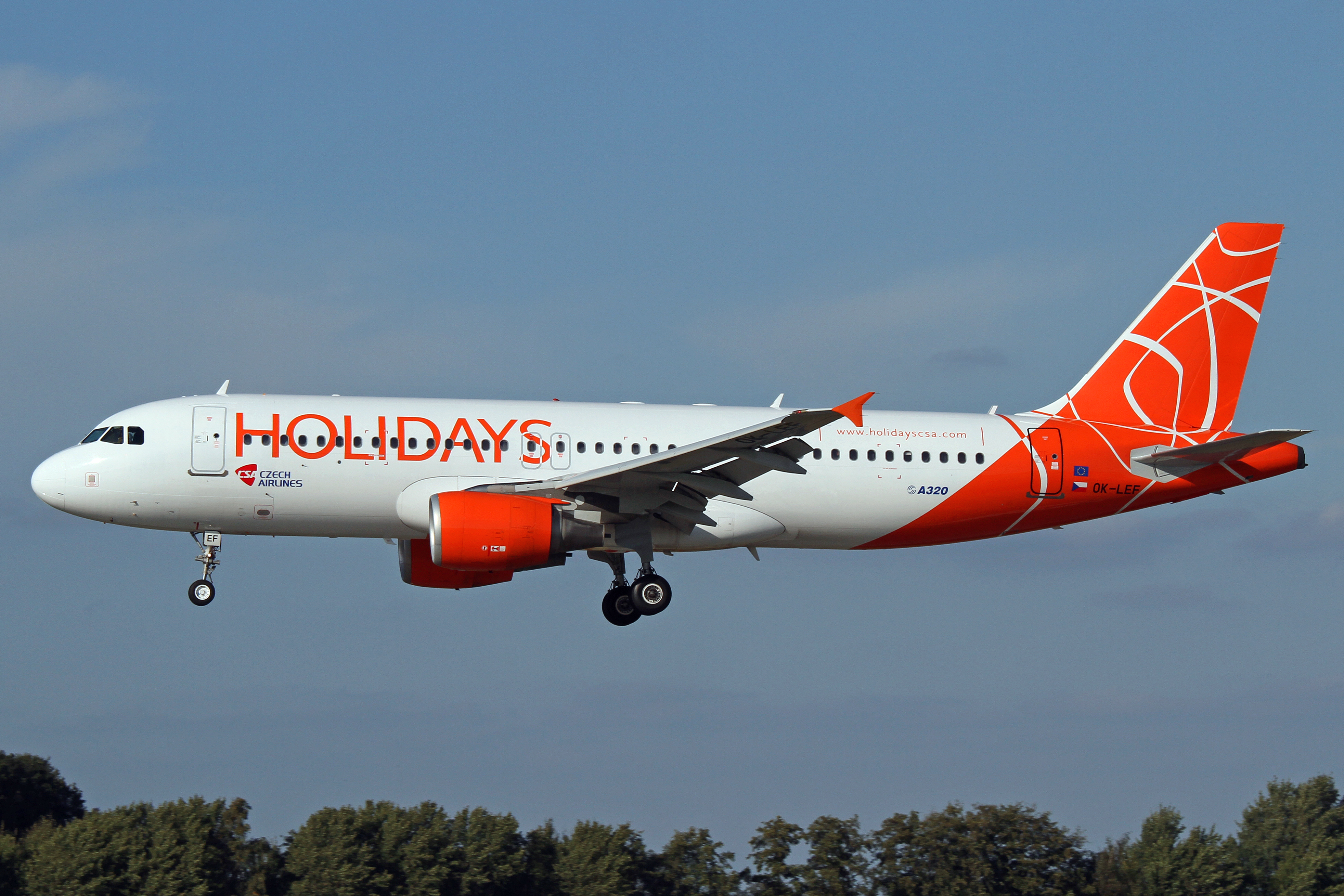
Airbus A320-200